# Щучанка
Щуча́нка (рос. Щучанка) — присілок у складі Альменєвського округу Курганської області, Росія.
Населення — 126 осіб (2010, 182 у 2002).
Національний склад станом на 2002 рік:
- башкири — 66 %
- росіяни — 29 %